# Karl Aberle (Mediziner)
Karl Aberle (* 6. Februar 1818 in Salzburg; † 16. März 1892 in Wien) war ein österreichischer Mediziner und Mitbegründer des Museums Carolino-Augusteum und der Gesellschaft für Salzburger Landeskunde, deren mineralogische und botanische Sammlungen er betreute.

## Leben und Wirken
Karl Aberle studierte Medizin an der Universität Wien bei Josef Hyrtl, Josef von Škoda, Ferdinand von Hebra, Carl von Rokitansky u. a. Im Jahr 1841 promovierte er zum Dr. med., anschließend war er in Salzburg tätig, ab 1852 als Professor der Anatomie an der Medizinisch-Chirurgischen Lehranstalt. Ab 1872 war Aberle Leibarzt der deutschen Kaiserin Karolina Augusta.

## Schriften
- Über Franz Keils geognostisch-colorirte topographische Reliefkarte des größten Theils der salzburgischen Alpen. In: Mittheilungen der Gesellschaft für Salzburger Landeskunde. Band 7, Salzburg 1867, S. 299–352 (zobodat.at [PDF]).
- Die Gefäßpflanzen des k. k. botanischen Gartens. I. Allgemeiner Theil: Enthaltend eine vergleichende Zusammenstellung der gebräuchlicheren Pflanzensysteme und eine statistische Uebersicht der Artenzahl und Verbreitung der Ordnungen (Familien) der lebenden und fossilen Gefäßpflanzen. II. Specieler Theil. 1. Heft: Die gefäßkryptogamen und Monokotyledonen. Friedrich Beck, Wien 1877, 2 Bände
- Theophrastus Paracelsus und dessen Überreste. In: Mittheilungen der Gesellschaft für Salzburger Landeskunde. Band 18, Salzburg 1878, S. 188–247 (zobodat.at [PDF]).
- Grab-Denkmal, Schädel und Abbildungen des Theophrastus Paracelsus. In: Mittheilungen der Gesellschaft für Salzburger Landeskunde. Band 27, Salzburg 1887, S. 1–74 (zobodat.at [PDF]).
- Grabdenkmal, Schädel und Abbildungen des Theophrastus Paracelsus. In: Mittheilungen der Gesellschaft für Salzburger Landeskunde. Band 28, Salzburg 1888, S. 269–356 (zobodat.at [PDF]).
- Grabdenkmal, Schädel und Abbildungen des Theophrastus Paracelsus : Beiträge zur genaueren Kenntnis derselben nebst biographischen Anmerkungen und Literaturangaben. In: Mittheilungen der Gesellschaft für Salzburger Landeskunde, Band 31, Salzburg 1891, S. 1–224 (zobodat.at [PDF]).